# Echipa Sfarmă-Tot
Echipa Sfarmă-Tot (titlu original: The Longest Yard) este un film american sportiv de comedie din 2005 regizat de Peter Segal. Este o refacere a filmului omonim (în engleză) din 1974.  Rolurile principale au fost interpretate de actorii Adam Sandler și Chris Rock.

## Distribuție

### Cons
- Adam Sandler - Paul "Wrecking" Crewe, QB
- Chris Rock - James "Caretaker" Farrell
- Nelly - Earl Megget, RB/KR
- Burt Reynolds - Coach Nate Scarborough, TB
- Bob Sapp - Switowski, DE
- David Patrick Kelly - Unger
- Terry Crews - "Cheeseburger" Eddy, TE
- Nicholas Turturro - Brucie, WR/QB/K
- Bill Goldberg - Joey "Battle" Battaglio, LB
- Steve Reevis - Billy "Baby Face Bob" Rainwater
- Lobo Sebastian - Torres, DB
- Dalip Singh Rana - Turley, FB
- Joey "Coco" Diaz - Anthony "Big Tony" Cobianco, DL
- Eddie Bunker - "Skitchy" Rivers
- Tracy Morgan - Miss Tucker
- Michael Irvin - Deacon Moss, WR
- Stink Fisher - Cafeteria Prisoner, OL

### Guards
- William Fichtner - Captain Brian Knauer, QB
- Bill Romanowski - Guard Lambert, LB
- Brian Bosworth - Guard Garner, WR/DB
- Kevin Nash - Sergeant Engleheart, DL
- Steve Austin - Guard Dunham, FB
- Michael Papajohn - Guard Papajohn, KR/DB
- Conrad Goode - Guard Webster
- Brandon Molale - Guard Malloy, DL
- Todd Holland - Guard Holland
- John Hockridge - Guard Hock

### Alții
- James Cromwell - Warden Rudolph Hazen
- Allen Covert - Walter
- Rob Schneider - Punky
- Chris Berman - Rolul său
- Jim Rome - Rolul său
- Patrick Bristow - Patrick
- Lauren Sanchez - Rolul său
- Dan Patrick - Officer Jack Pugh
- Christopher Neiman - Big Ear Cop
- Ed Lauter - Duane
- Sean Salisbury - Vic
- Rob "Revolution" Moore - Gavin
- Big Boy - Jesse
- Marc S. Ganis - Lorenzo
- Shane Ralston - Bradlee
- Cloris Leachman - Lynette Grey
- Walter Williamson - Errol Dandridge
- Courteney Cox - Lena (nemenționat)